# Lokální výbory na Maltě

Administrativní dělení Malty

Od roku 1993 se Malta dělí na celkem 68 tak zvaných local councils – tedy lokálních (místních) výborů (komun), které zabezpečují a představují základní formu místní samosprávy.

## Název a funkce výborů
Jak jejich označení tak i funkce se poněkud vymykají běžným představám o administrativním dělení. Při překladu local council jako „místní výbor“ zůstává význam těchto celků jako území v pozadí; územní celky pak v podstatě nějaké vlastní jméno nemají, jmenují se zcela stejně jako město (resp. městečko), kde má ten který výbor sídlo.
Funkce těchto místních výborů je zajistit místní správu a odlehčit tak úřadům jako je národní vláda, ministerstva a další, které do roku 1993 musely řešit i místní problémy. Zatímco oblasti jako rozpočet, obrana, zahraniční vztahy ale i vzdělání, sociální politika, ochrana prostředí, policie, sport, doprava a další patří do kompetencí ústřední vlády, jsou místní výbory zodpovědné za následující oblasti:
- údržba místních silnic a osvětlení
- údržba místních parků
- sběr odpadků
- správa veřejných knihoven
- vybírání (většinou místních) poplatků za obchodní licence

a další.
Propojení těchto místních správních celků a výborů s ústřední vládou zaručuje The Department for Local Government (DLG, Oddělení pro místní správu), které mimo jiné i dohlíží, že místní výbory byly legálně zvoleny a pracují v mezích zákona; další oblastí činnosti je koordinace s vládními celky.

### Seznam celků
Malta
Attard, Balzan, Birgu (Vittoriosa), Birkirkara, Birżebbuġa, Bormla (Cospicua), Dingli, Fgura, Floriana, Għargħur, Għaxaq, Gudja, Gżira, Ħamrun, Iklin, Isla (Senglea, Città Invicta), Kalkara, Kirkop, Lija, Luqa, Marsa, Marsaskala (Wied il-Għajn), Marsaxlokk, Mdina (Città Notabile), Mellieħa, Mġarr, Mosta, Mqabba, Msida, Mtarfa, Naxxar, Paola (Raħal Ġdid), Pembroke, Pietà, Qormi (Città Pinto), Qrendi, Rabat, Safi, San Ġiljan (St. Julian's), San Ġwann, San Pawl il-Baħar (St. Paul's Bay), Santa Luċija, Santa Venera, Siġġiewi (Città Ferdinand) , Sliema, Swieqi, Tarxien, Ta' Xbiex, Valletta, Xgħajra, Żabbar (Città Hompesch), Żebbuġ (Città Rohan), Żebbuġ, Żejtun (Città Beland), Żurrieq
Gozo
Fontana, Għajnsielem, Għarb, Għasri, Kerċem, Munxar, Nadur, Qala, Rabat (Victoria), San Lawrenz, Sannat, Xagħra, Xewkija, Żebbuġ